# Dietrich Urbach
Dietrich „Dieter“ Urbach (* 2. Februar 1935 in Hagen) ist ein ehemaliger deutscher Leichtathlet, der von 1960 bis 1964 fünfmal Deutscher Meister im Kugelstoßen wurde.
Dietrich Urbach begann seine sportliche Laufbahn als Schwimmer und Turner, bevor er zur Leichtathletik stieß. Bis 1956 trat er für den VfL Bochum an, ab 1957 startete er für den TSV 1860 München. Urbach erreichte von 1955 bis 1964 bei zehn Deutschen Meisterschaften eine Platzierung unter den besten drei Kugelstoßern, neben seinen Meistertiteln von 1960 bis 1964 war er von 1956 bis 1958 Vizemeister, 1955 und 1959 belegte er den dritten Platz. Von 1962 bis 1964 gewann Urbach drei weitere Meistertitel in der Halle, 1956, 1961 und 1963 war Urbach zudem Deutscher Vizemeister im Diskuswurf.
Dreimal konnte sich Urbach für die gesamtdeutsche Mannschaft bei internationalen Meisterschaften qualifizieren. Als Neunter bei den Europameisterschaften 1958, als Siebter bei den Olympischen Spielen 1960 und als Siebter bei den Europameisterschaften 1962 verpasste er jeweils das Finale der besten sechs Athleten. Urbach war 1961 der erste deutsche Kugelstoßer, der die 18-Meter-Linie übertraf, drei Jahre später stieß der 1,95 m große Urbach seine Bestweite von 19,09 m und übertraf damit als erster Deutscher die 19-Meter-Linie.
Urbach war Diplom-Sportlehrer und leitete von 1963 bis 1965 die Sportschule Grünwald. Später schloss Urbach ein zweites Studium als Diplom-Kaufmann ab.